# Rana luteiventris
Rana luteiventris är en groddjursart som beskrevs av Thompson 1913. Rana luteiventris ingår i släktet Rana och familjen egentliga grodor. Inga underarter finns listade i Catalogue of Life.

## Utseende
Denna groda blir 45 till 100 mm lång. De flesta individer är bruna på ovansidan och över huden är några knölar glest fördelade. På grundfärgen förekommer ofta mörka fläckar. Den runda skivan bakom ögonen som tillhör grodans hörselorgan är tydlig synlig men inte lika stor som ögat. Flera exemplar har på varje sida en mörk strimma från näsborrarna över ögat till den nämnda skivan och båda strimmor tillsammans liknar en ansiktsmask. Dessutom har arten på varje sida en ljus strimma från munnen till armarnas ansats. Jämförd med leopardgrodan har Rana luteiventris kortare bakben. Undersidan har allmänt en ljus färg, till exempel rosa. Bröstet kan ha ett mönster av gråa fläckar.

## Utbredning
Rana luteiventris lever i västra Nordamerika från sydöstra Alaska över Yukon, British Columbia och västra Alberta till delstaterna Washington, Oregon, Idaho, Montana och Nevada i USA. Mindre avskilda populationer hittas i andra regioner av Idaho, i Utah och i Wyoming. Arten vistas i låglandet och i bergstrakter upp till 3000 meter över havet. Denna groda lever huvudsakligen på grästäckta ytor intill vattendrag, insjöar och dammar. Efter regn kan den besöka angränsande skogar eller buskskogar.

## Ekologi
Fortplantningen sker vanligen i tillfälliga pölar eller i annat stående vatten. Parningstiden varar bara i några veckor efter att snön smälte. Honan lägger 700 till 1500 ägg som med en diameter av 5 till 12 mm är ganska stora. Äggen kläcks efter 4 till 21 dagar. Vanligen avslutar grodynglen sin metamorfos under samma sommar. Hos nordliga populationer kan grodynglen övervintra.
Individerna gömmer sig ofta bakom växtdelar på vattenansamlingens botten. Födan varierar mellan daggmaskar, insekter, spindeldjur, kräftdjur och blötdjur. Vuxna exemplar av Rana luteiventris faller offer för kråkor, måsar, ugglor och andra rovlevande fåglar samt för mårddjur, prärievarg och strumpebandssnokar. Grodynglen jagas av större vattenlevande insektslarver samt av sparvfinkar. Även vuxna exemplar som levde kannibalistisk på grodyngel dokumenterades. Det sker främst i höga bergstrakter.

## Status
Några landskapsförändringar som torrläggning av våtmarker är inte gynnsamma för beståndet. Det gäller främst för isolerade populationer. Allmänt är Rana luteiventris inte sällsynt. IUCN kategoriserar arten globalt som livskraftig.